# Pietà
Pour les articles homonymes, voir Pietas.

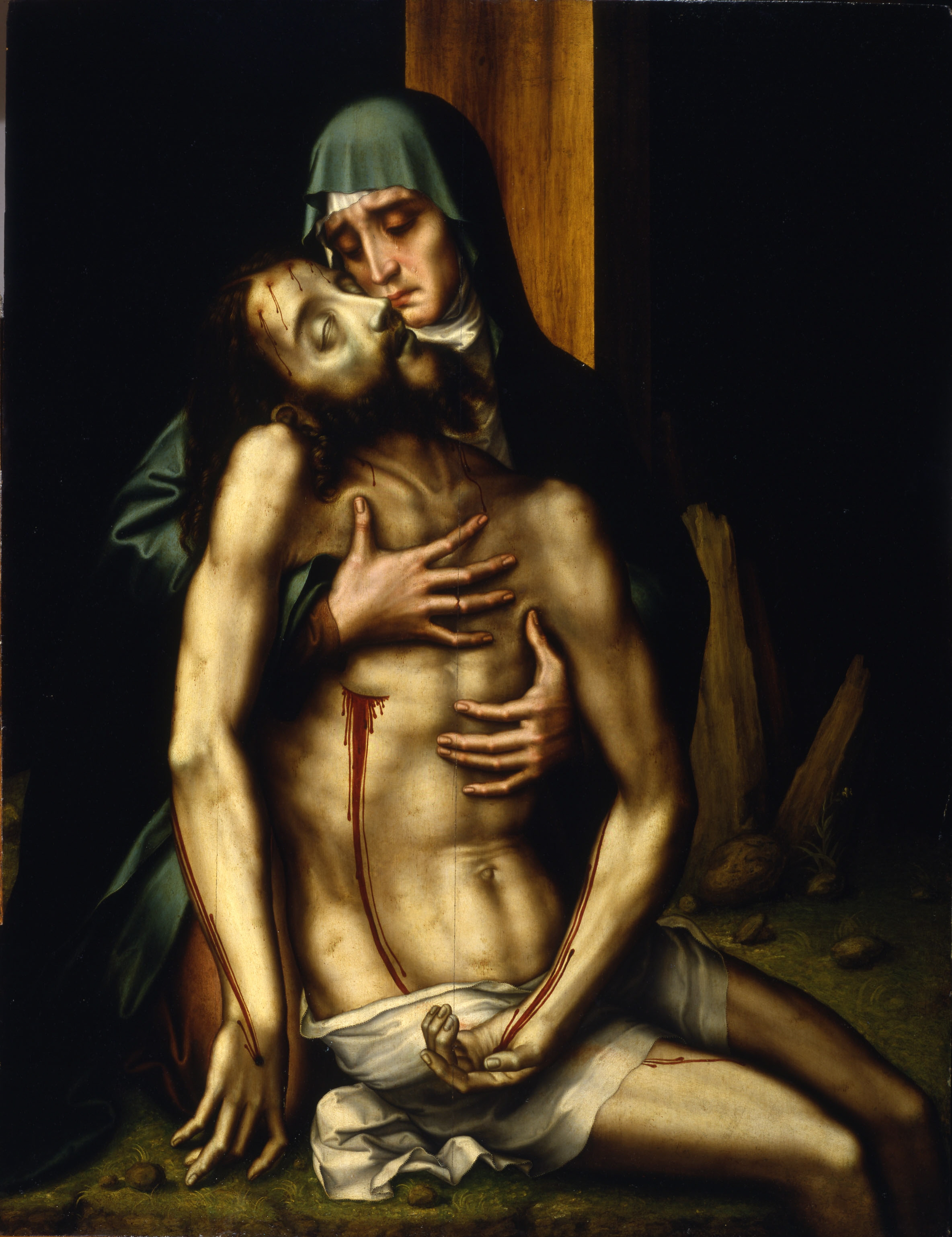
Pietà de Luis de Morales (XVIe siècle).

La Pietà (prononcé : [pjeˈta]), ou Vierge de Pitié, est, dans l'art religieux, la représentation de Marie tenant sur ses genoux son fils Jésus-Christ au moment de la descente de croix.

## Description
La Pietà est la représentation de Marie tenant sur ses genoux le corps de son fils Jésus-Christ au moment de la descente de croix, après sa crucifixion et avant sa mise au tombeau. Cette scène se distingue de celle de la Déploration du Christ qui représente, en plus du Christ et de sa Mère, les personnages présents au pied de la Croix. Certaines représentations de la Pietà incluent cependant l'apôtre Jean, Marie-Madeleine ou d'autres personnages de chaque côté de Marie, mais la grande majorité ne montre que Marie et son Fils.

## Historique
Ce thème chrétien de souffrance et de mort est le premier, dans l'ordre chronologique, après les épisodes de la Passion du Christ ; il précède la Résurrection. Il est en vigueur entre les années 1350-1500 (des XIVe et XVe siècles) très marquées par de graves périodes d'épidémies de peste noire et par la guerre de Cent Ans. Il complète d'autres thèmes de la Madone, ou « Vierge à l'Enfant », plus traditionnellement inscrits dans la petite enfance de Jésus.
Le thème de la Pietà, qui n'a pas de source littéraire, est né du thème de la lamentation sur le corps du Christ. Il est apparu pour la première fois au début du XIVe siècle en Allemagne. Il se répandit rapidement en France et jouit d'une grande popularité dans le nord de l'Europe aux XIVe et XVe siècles. Bien que la Pietà soit restée principalement un thème franco-allemand, sa représentation suprême est celle achevée par Michel-Ange en 1499 et abritée dans la basilique Saint-Pierre de Rome.

## Sculpture
Les sculptures de pietà sont présentes dans de nombreuses églises. La Pietà de Michel-Ange située dans la basilique Saint-Pierre à Rome est la plus célèbre.

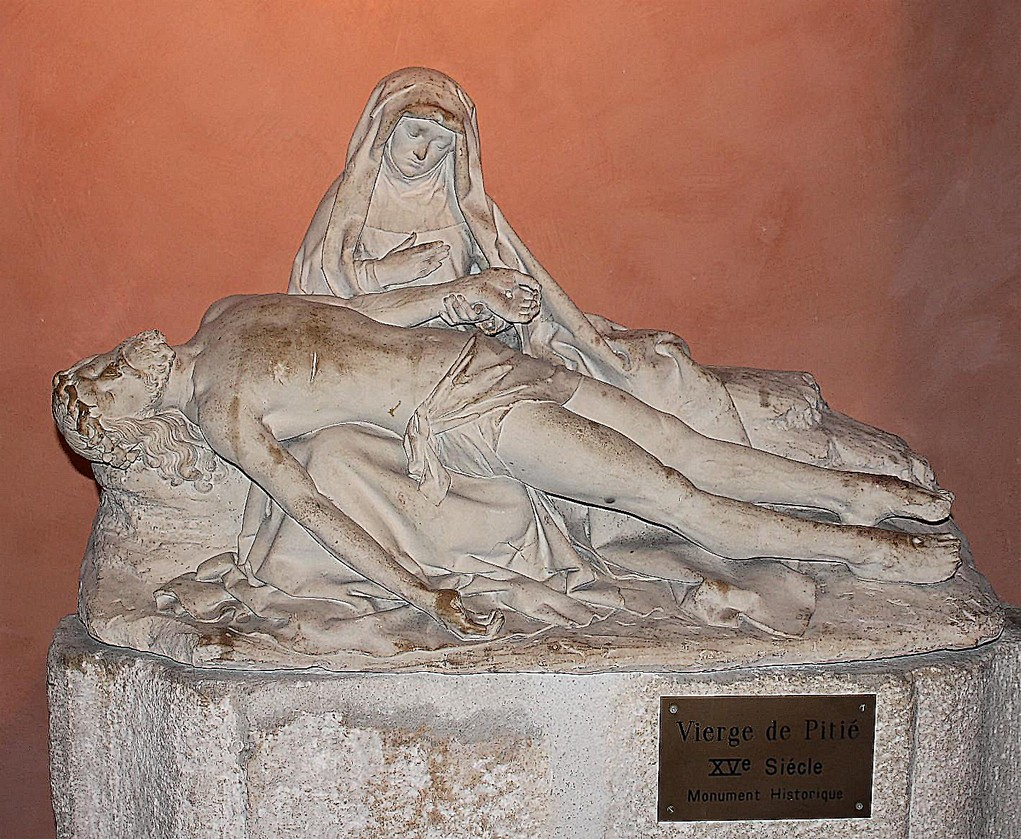
Montluçon, église Saint-Pierre, pietà du XVe siècle.
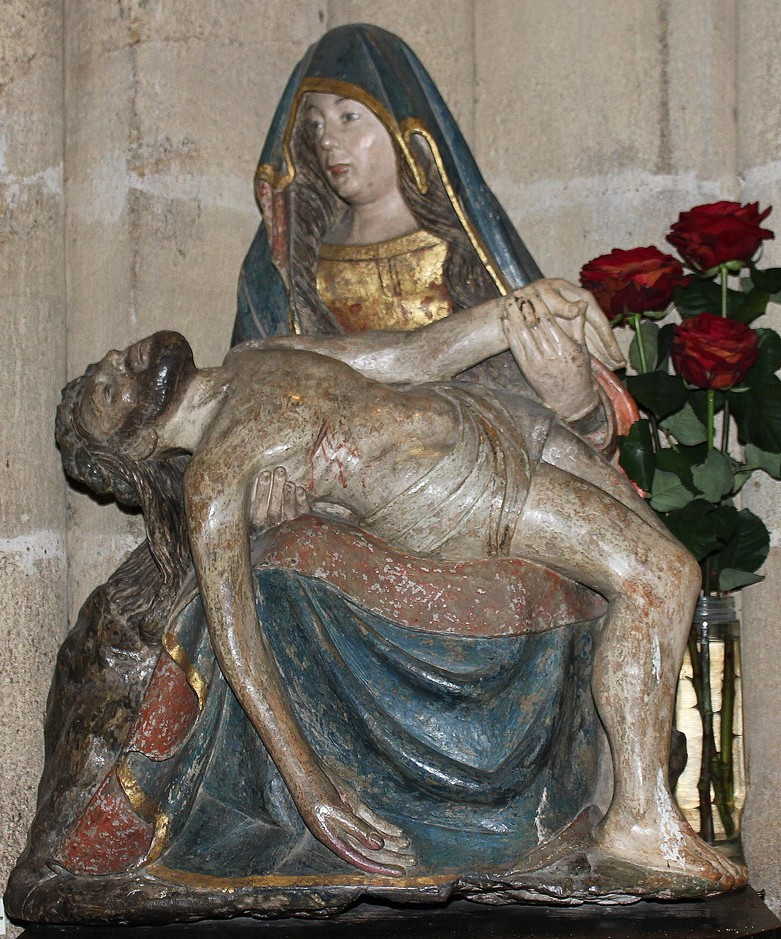
Moulins, église du Sacré-Cœur, pietà du XVe siècle.
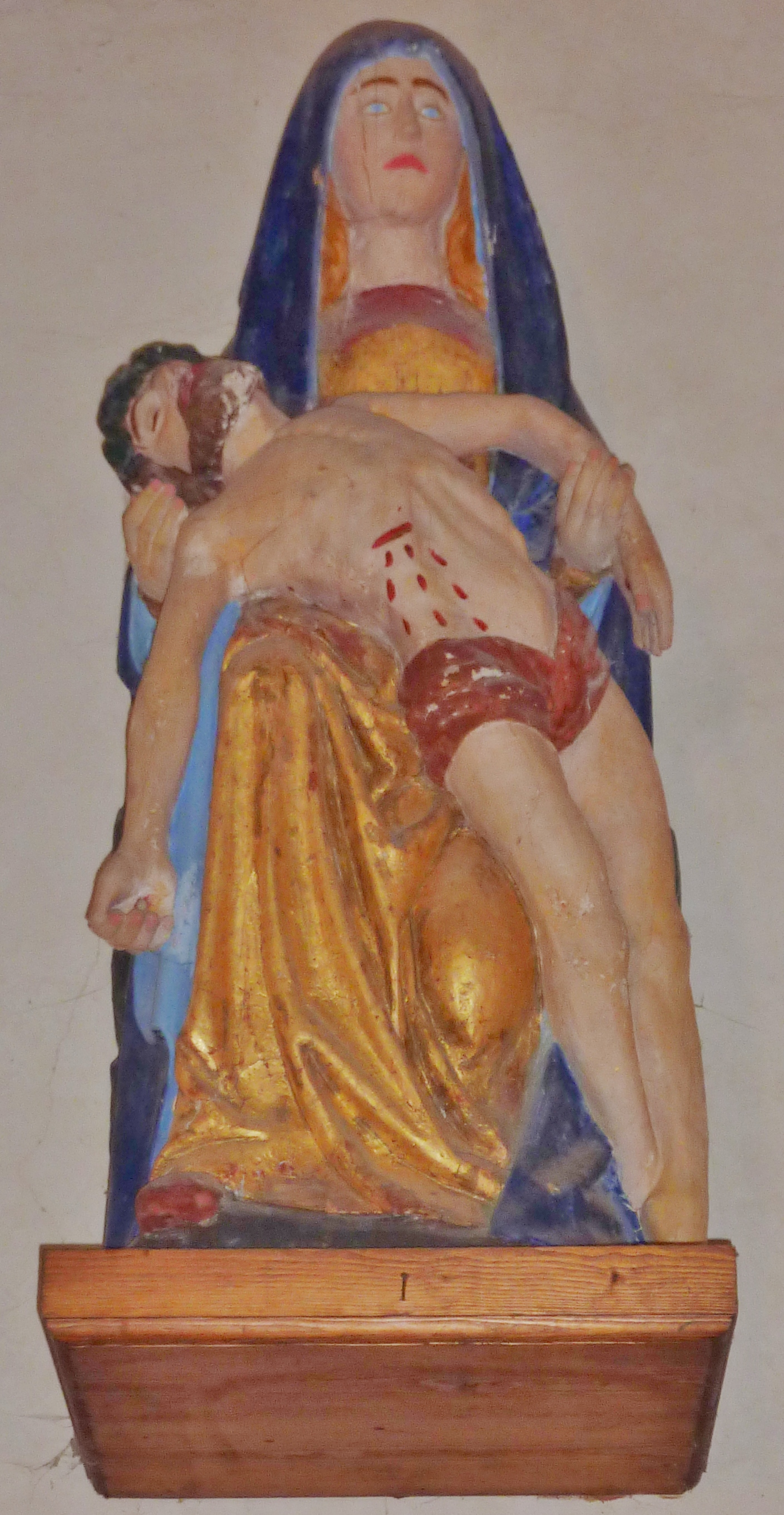
Fouesnant, église Saint-Pierre-et-Saint-Paul.
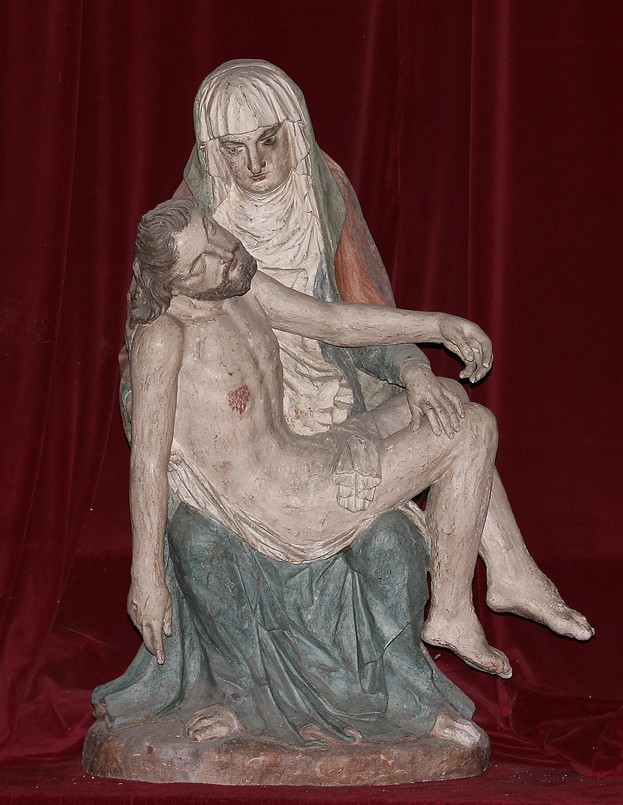
Ainay-le-Château, pietà du XVIe siècle.
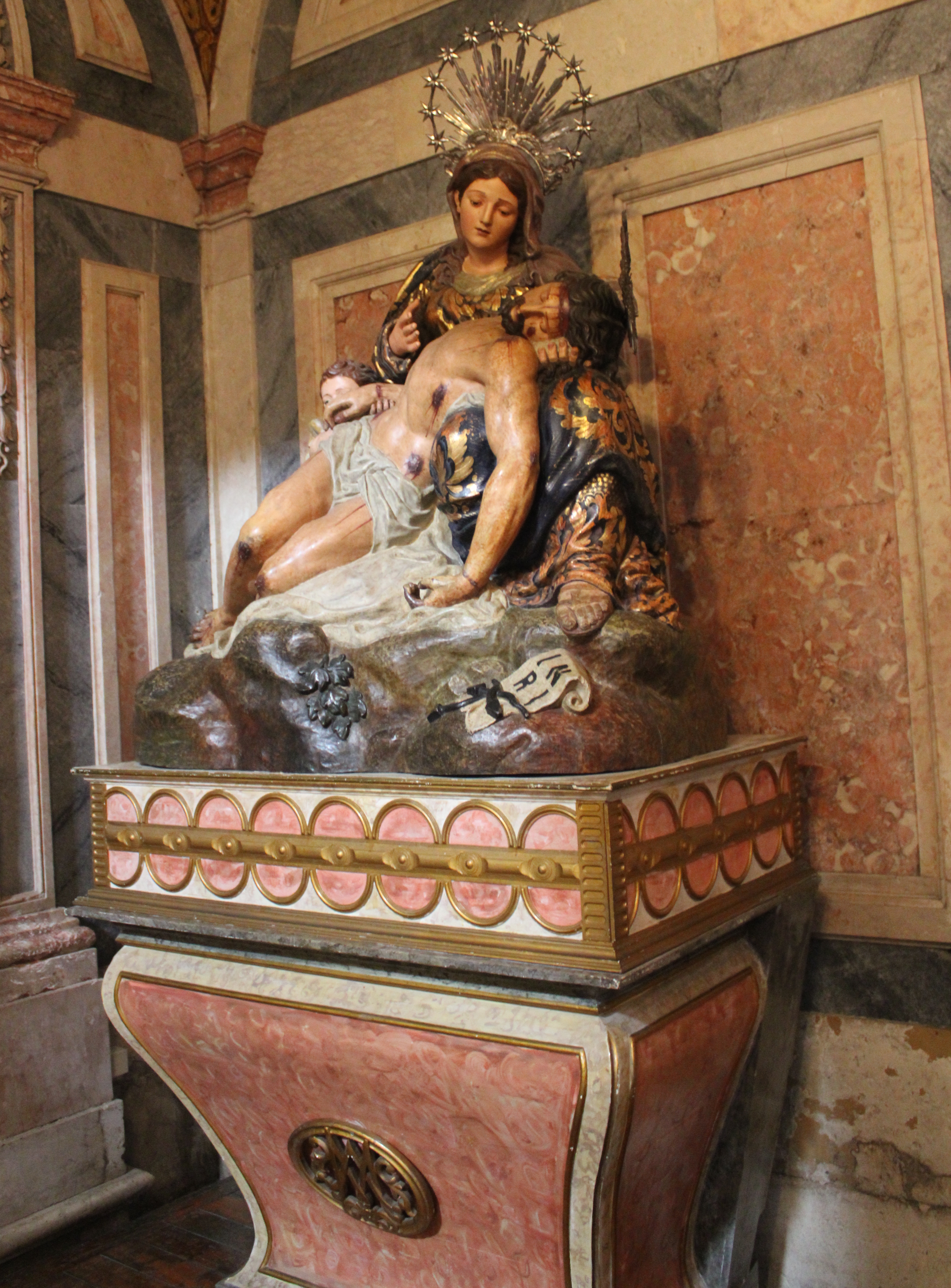
Pieta_-_Igreja_paroquial_Santissimo_Sacramento_Lisboa.
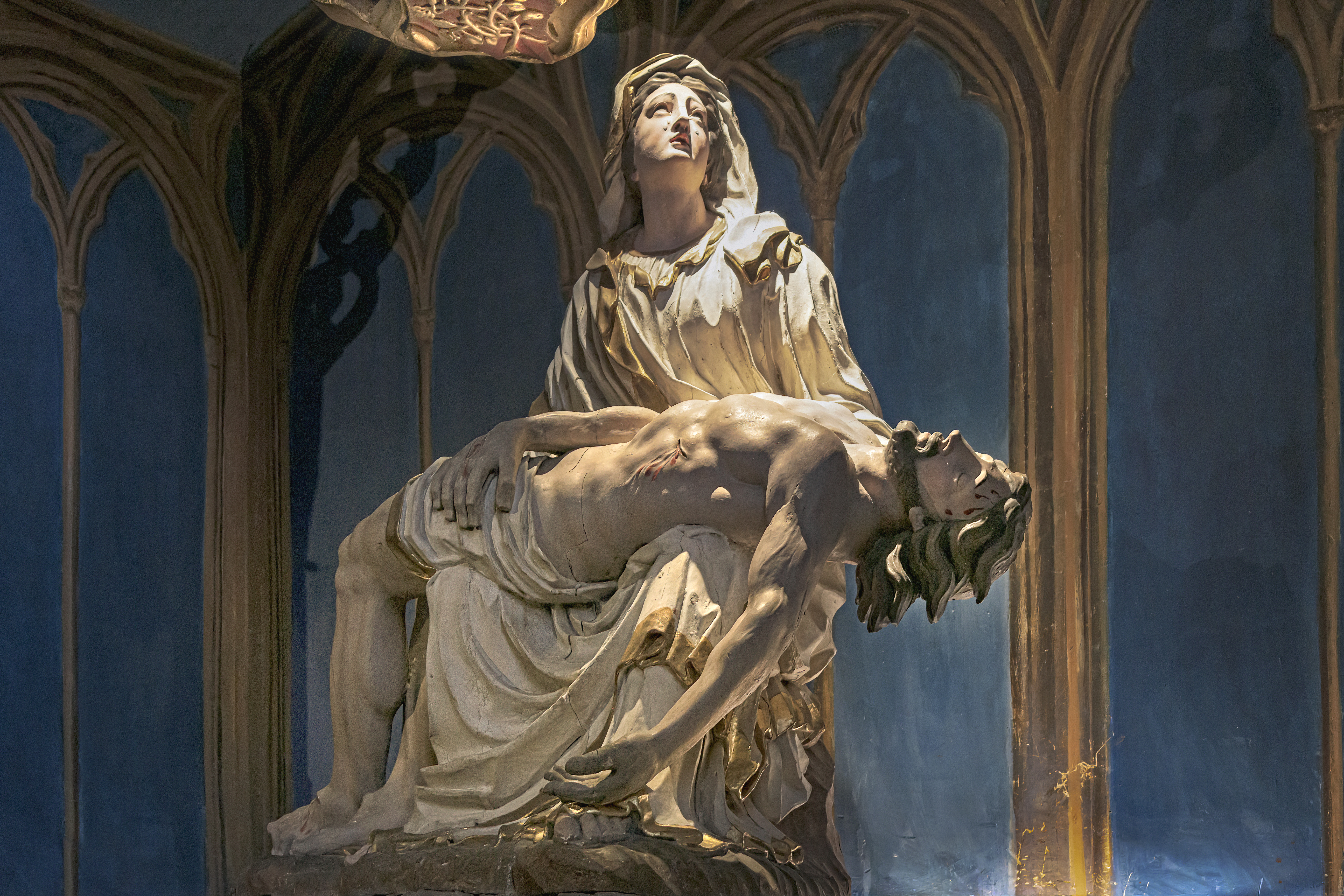
Cathédrale de Lavaur par Marc Arcis
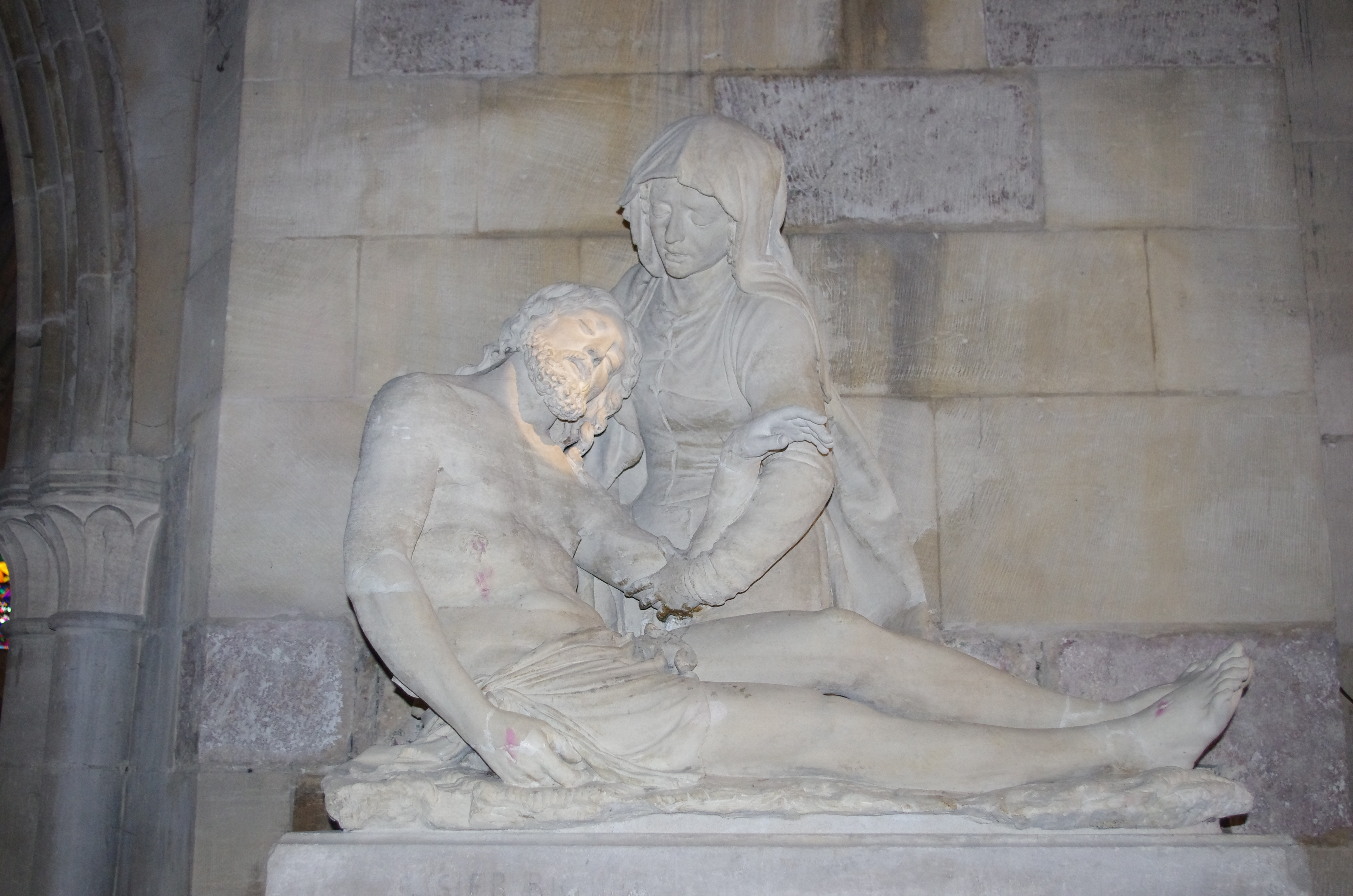
Etain, piéta de Ligier Richier (XVIe siècle).
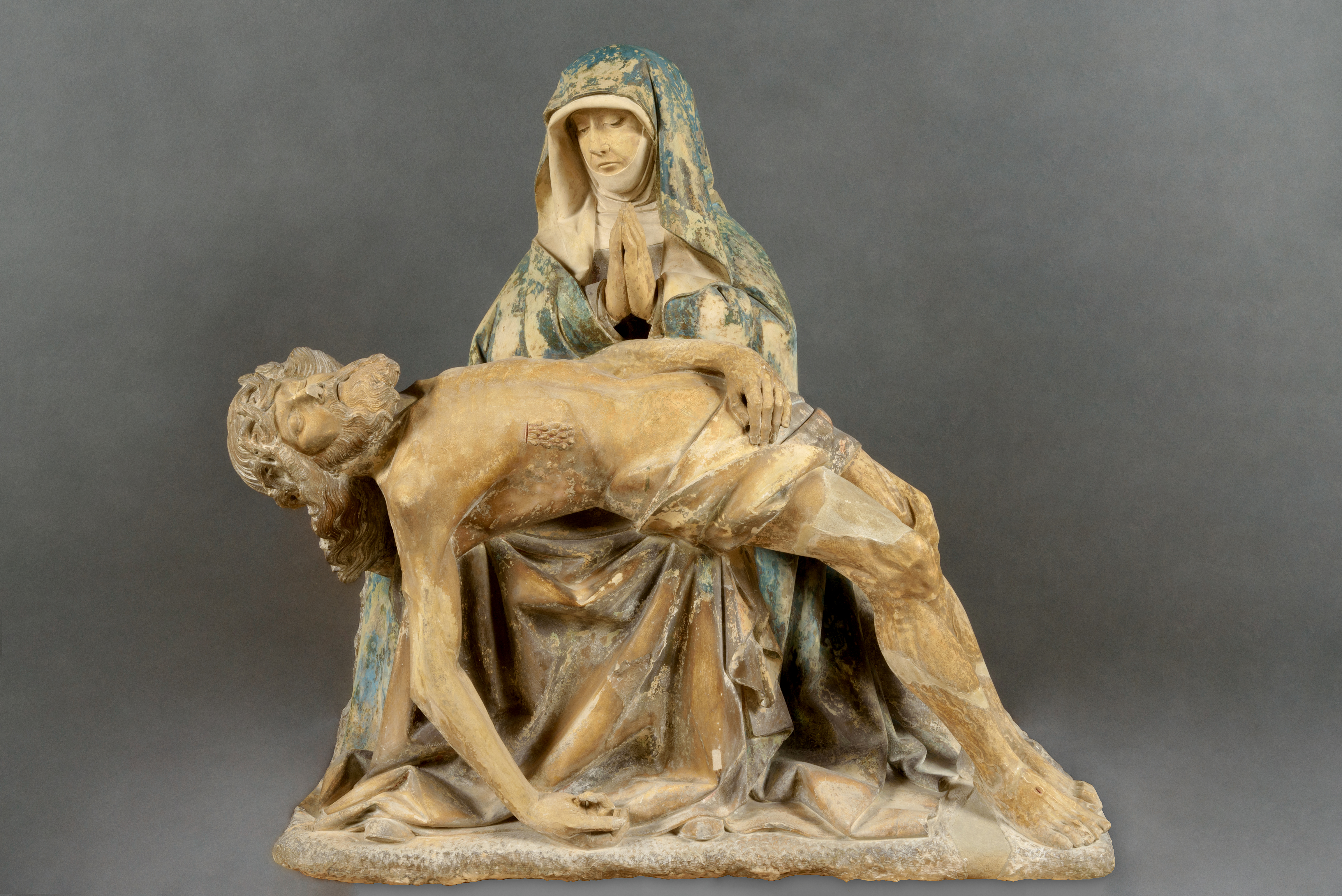
Vierge de pitié, 1457, Petit Palais, Avignon.

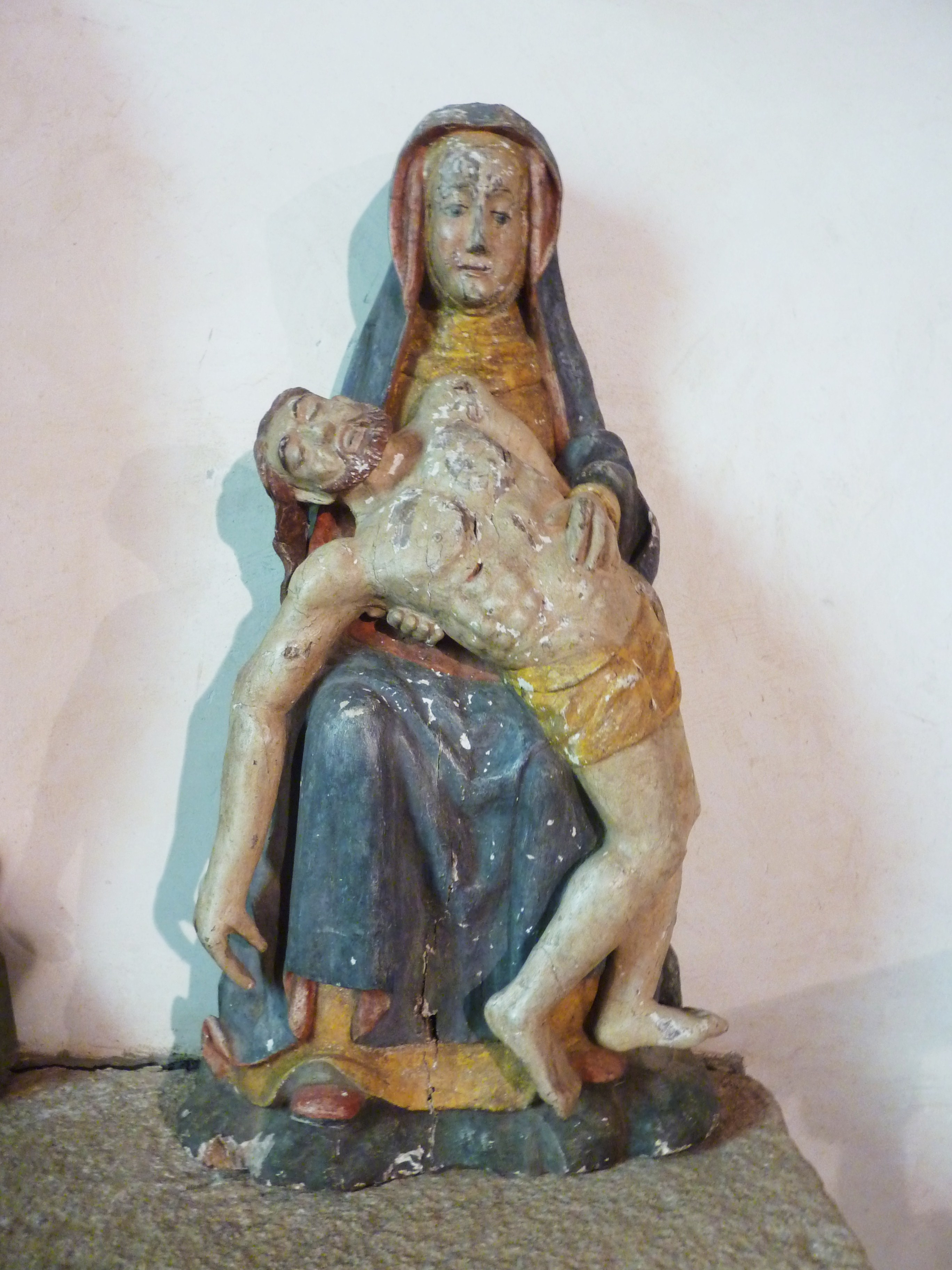
Piéta dans la chapelle des Sept-Saints (Vieux-Marché) (Côtes-d'Armor).
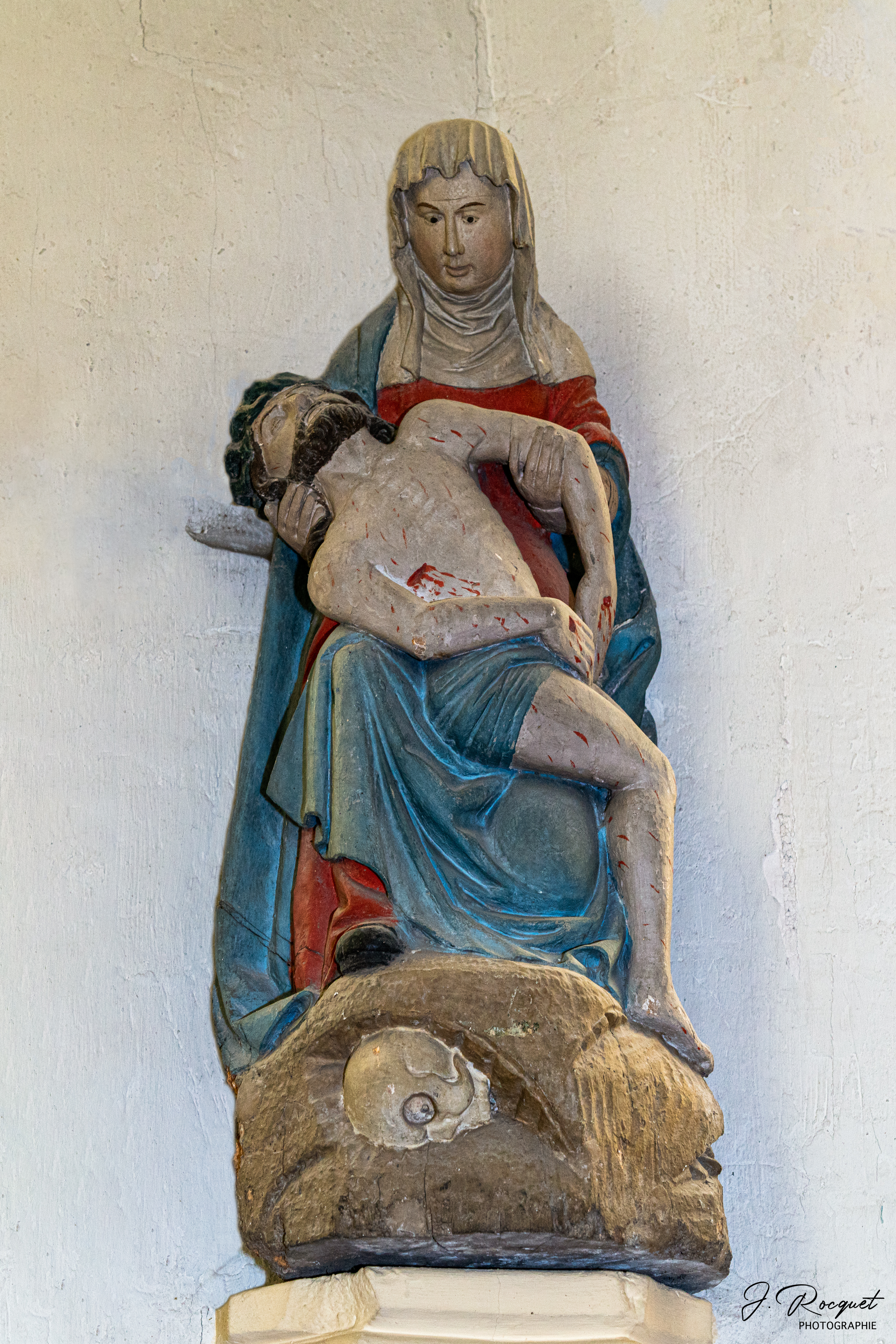
Pietà du XVIIe siècle, église Saint-Martin de Dannes (MH[3]).
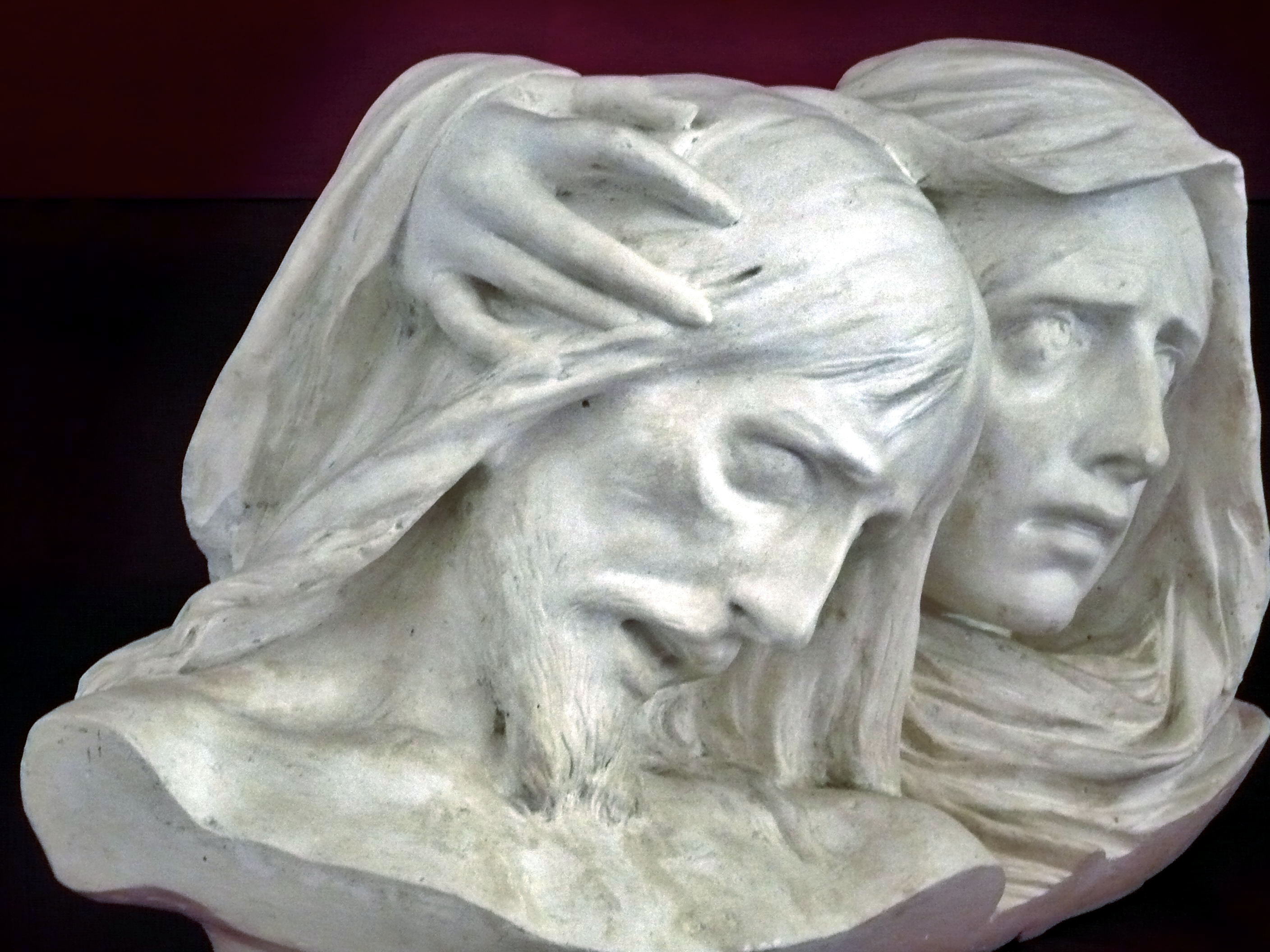
La Pietà, plâtre de Michele Tripisciano (it), Caltanissetta.
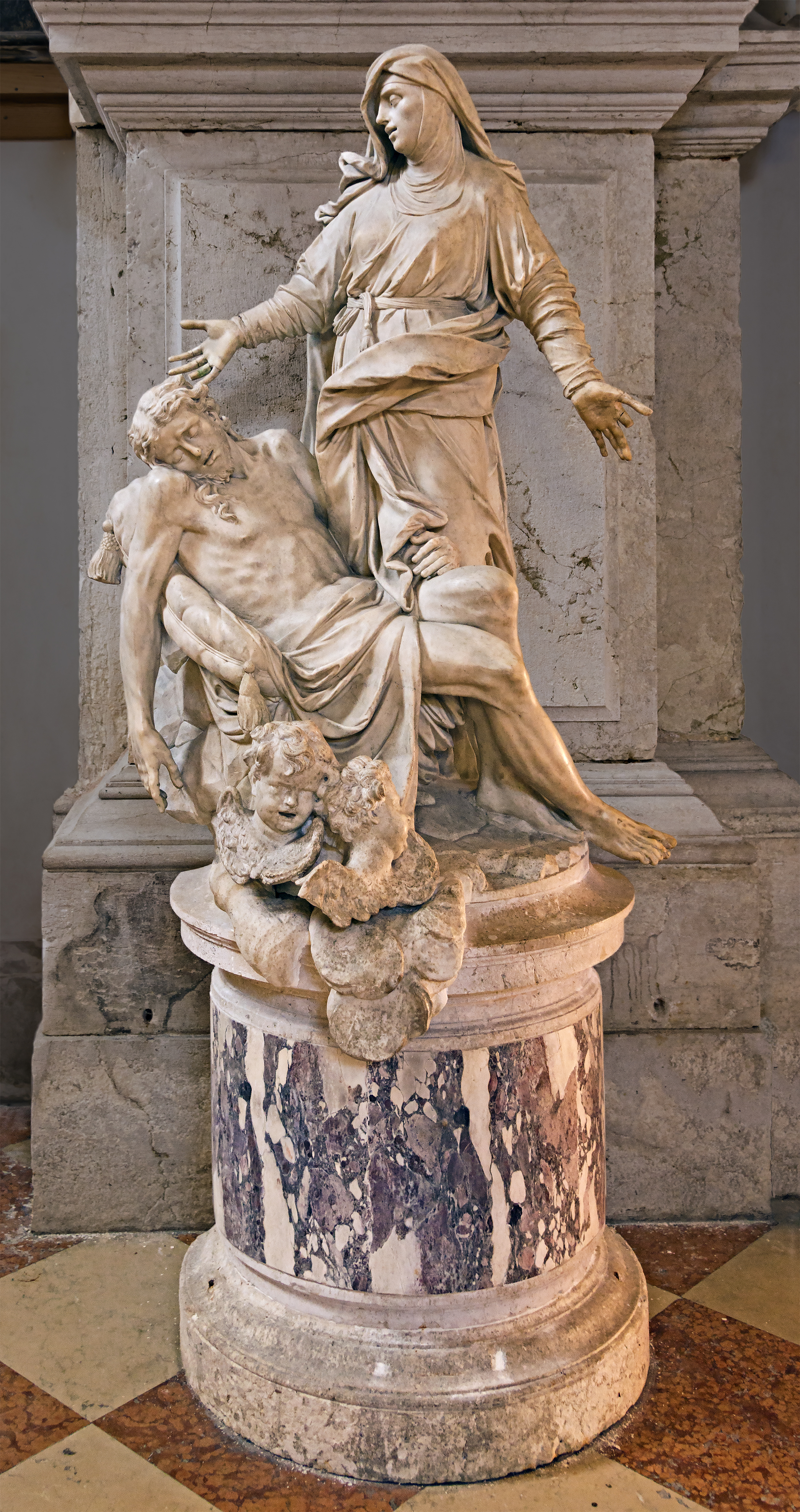
Antonio Corradini, église San Moisè, Venise.
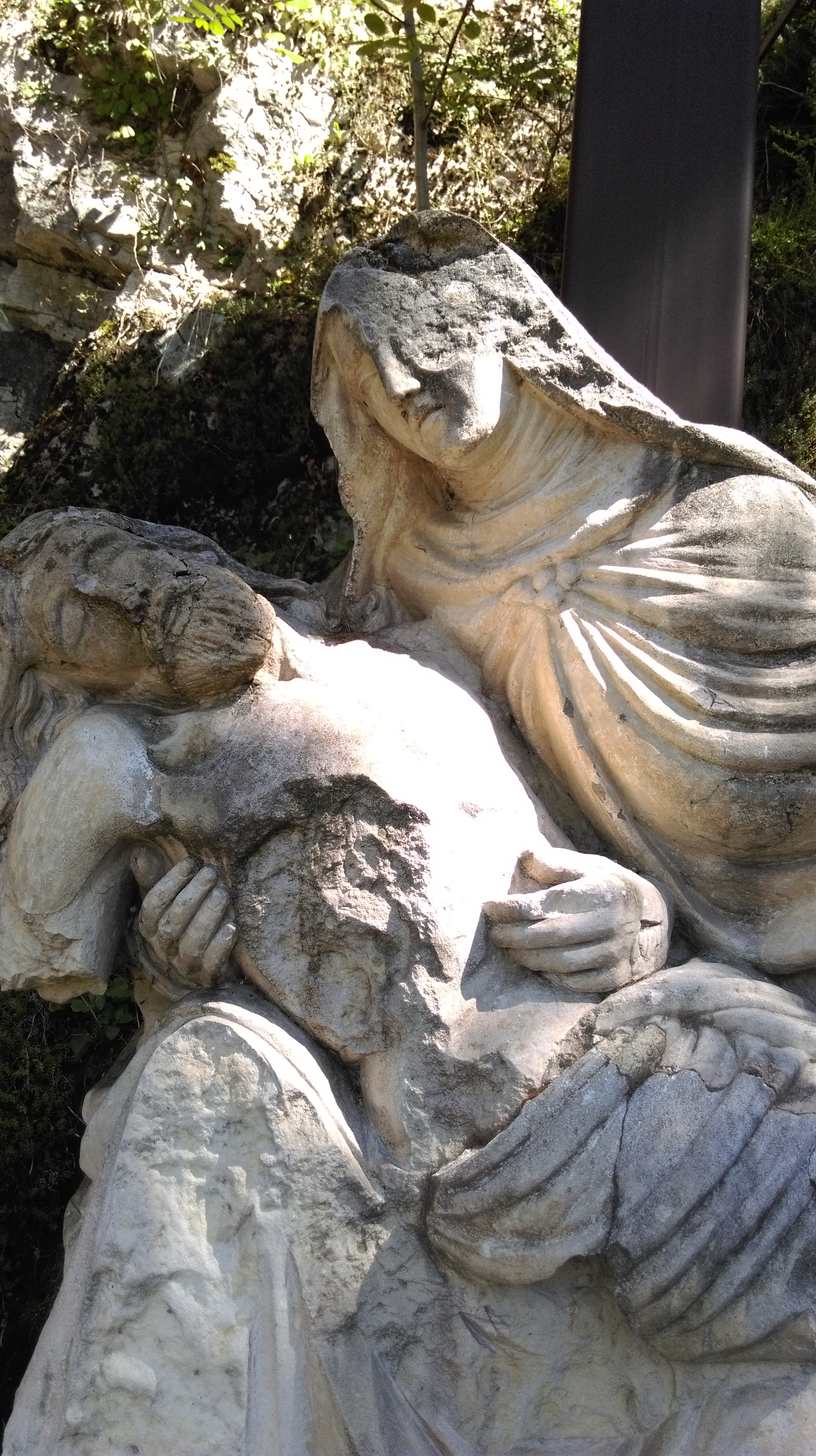
Pietà du faubourg Reclus à Chambéry.

### LesPietàde Michel-Ange

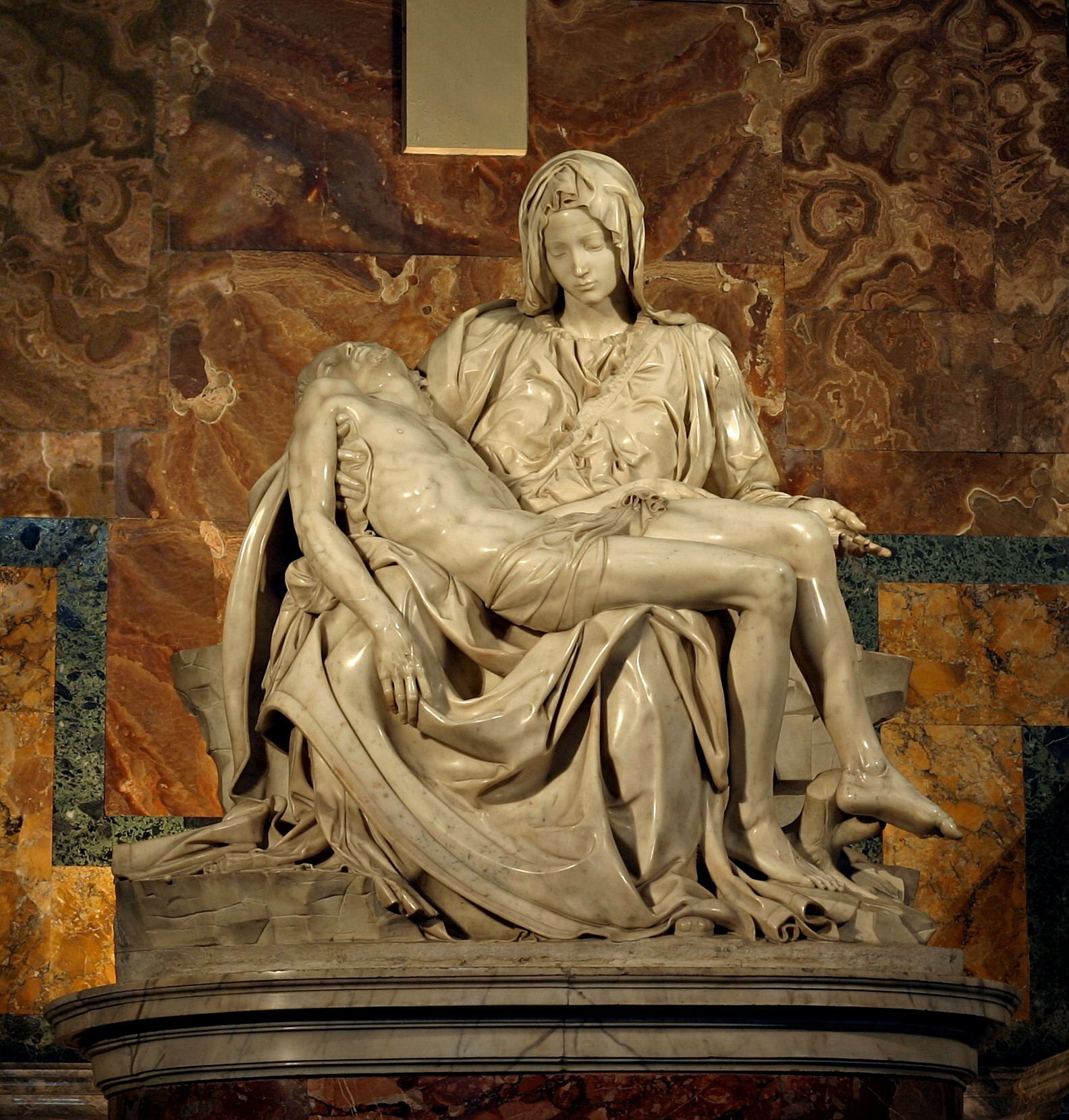
Pietà de Michel-Ange.

- La Pietà la plus connue de Michel-Ange est une statue en marbre à la basilique Saint-Pierre du Vatican à Rome. C'est une commande datant de 1497 par le cardinal français Jean Bilhères de Lagraulas, cardinal et ambassadeur de France auprès du pape. Elle était destinée à orner le monument funéraire du cardinal dans la chapelle des rois de France, Santa Petronilla de l’ancienne basilique Saint-Pierre. Le 21 mai 1972, elle est sauvagement mutilée à coups de marteau par un déséquilibré hongrois, Lazlo Toth.

Les travaux de restauration font apparaître sur la main gauche de la Vierge le monogramme de Michel-Ange resté caché pendant près de 500 ans : un « M » dessiné sur la paume avec les lignes de la main. Depuis sa restauration, la Pietà est protégée par une vitre blindée.
- Pietà Bandini ou Pietà aux quatre figures est également une sculpture de Michel-Ange ; elle est exposée au musée dell'Opera del Duomo à Florence.
- Pietà Rondanini (1560 - 1564), Castello Sforzesco, Milan.
- Pietà di Palestrina (1550), Galleria dell'Accademia de Florence (attribution et datation incertaine).
- Pietà pour Vittoria Colonna (en), dessin conservé au Musée Isabella Stewart Gardner de Boston.

### Pietàlaïque
Des sculpteurs ont utilisé cette image emblématique de Pietà dans des œuvres laïques pour symboliser la douleur des hommes. On retrouve nombre de ces sculptures dans les monuments aux morts dont celui de Strasbourg. La femme représente l'Alsace pleurant ses deux enfants, le Français et l'Allemand, dont les corps sont nus, dévêtus de l'uniforme qui en faisait des ennemis. D’autres exemples fort connus de pietà consacrées aux soldats morts à la guerre, où la mère incarne en fait une allégorie de la patrie, sont le monument aux morts installé en 1935 le long de l’avenue Joffre à Metz (sculpture de Paul Niclausse) et le monument aux héroïques Défenseurs de Léningrad (redevenu Saint-Pétersbourg) érigé en 1970. Il ne s’agit pourtant pas d’interprétations laïques des pietàs chrétiennes. L’iconographie de la pietà semble en effet avoir précédé de plusieurs siècles la religion chrétienne. L’exemple le plus antique est une sculpture archaïque en bronze conservée au Musée archéologique national de Cagliari, en Sardaigne, qui représente une mère tenant sur ses genoux le corps inanimé d’un soldat encore armé. L’œuvre remonte au VIIIe-Ve siècle av. J.-C.

## Peinture
La Pietà fait partie des thèmes de la peinture religieuse chrétienne.

### Peinture flamande
- Jean Malouel, vers 1400, Pitié de Notre Seigneur dit Grande Pietà ronde, Paris, musée du Louvre
- Maître de Rohan, 1418, Les Grandes Heures de Rohan, enluminure sur vélin, Bibliothèque nationale de France
- Dirk Bouts, 1455-1460, Déploration, musée du Louvre[4]
- Gérard David, vers 1500, Lamentation sur le Christ mort, Art Institute of Chicago[5]
- Quentin Metsys, 1466-1530, La Déploration du Christ, musée national de Varsovie [6]
- Antoine van Dyck, 1618-1620, La Lamentation, musée du Prado, Madrid[7]
- Gaspard de Crayer, 1649-1656, La Lamentation sur le Christ, musée d'Histoire de l'art de Vienne[8]
- Jacob Jordaens, 1650-1660, Pietà, musée du Prado, Madrid[9]
- Vincent van Gogh, période moderne, d'après le tableau de Delacroix

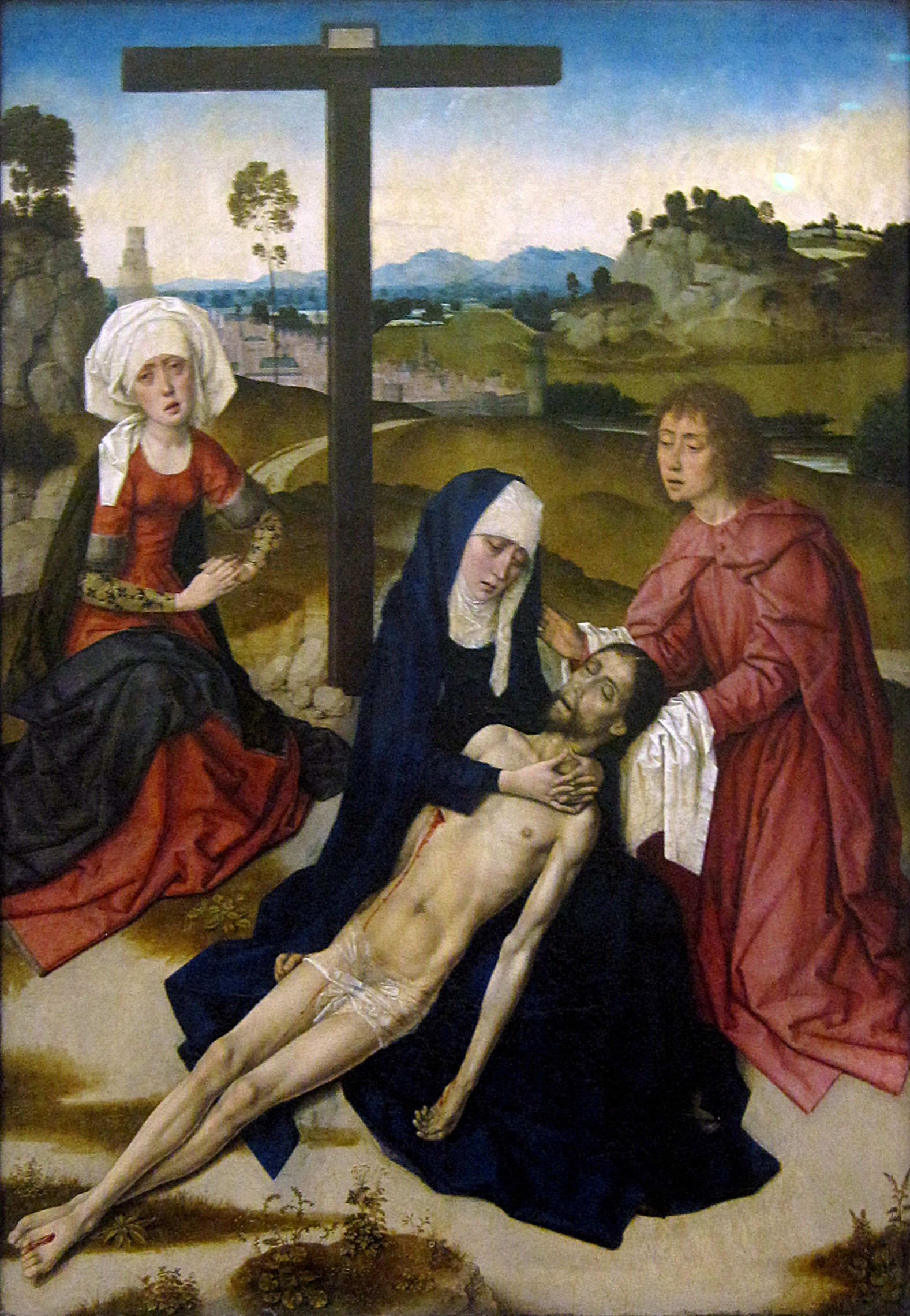
Dirk Bouts, Déploration, musée du Louvre.
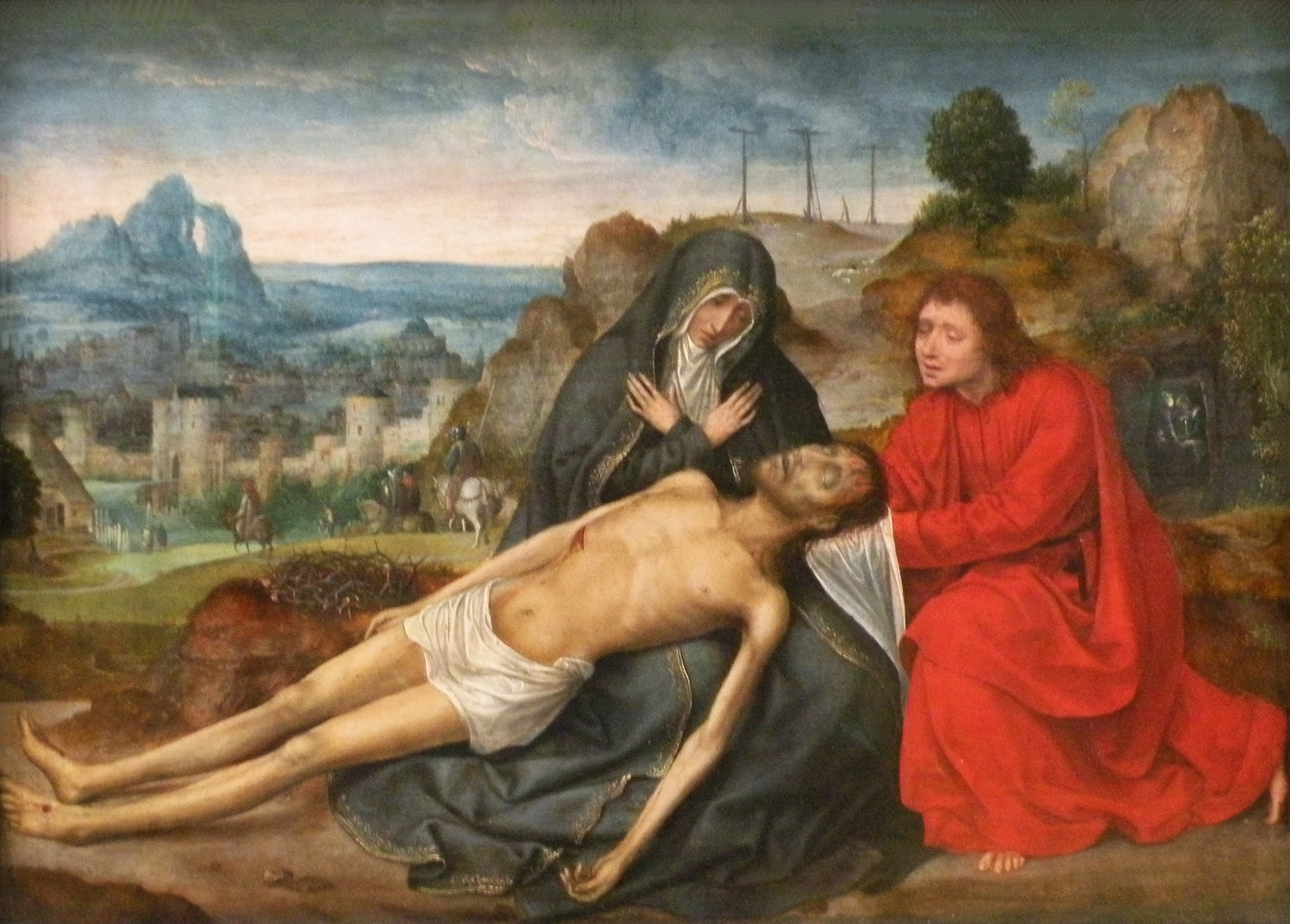
Quentin Metsys, Pietà, musée du Louvre.
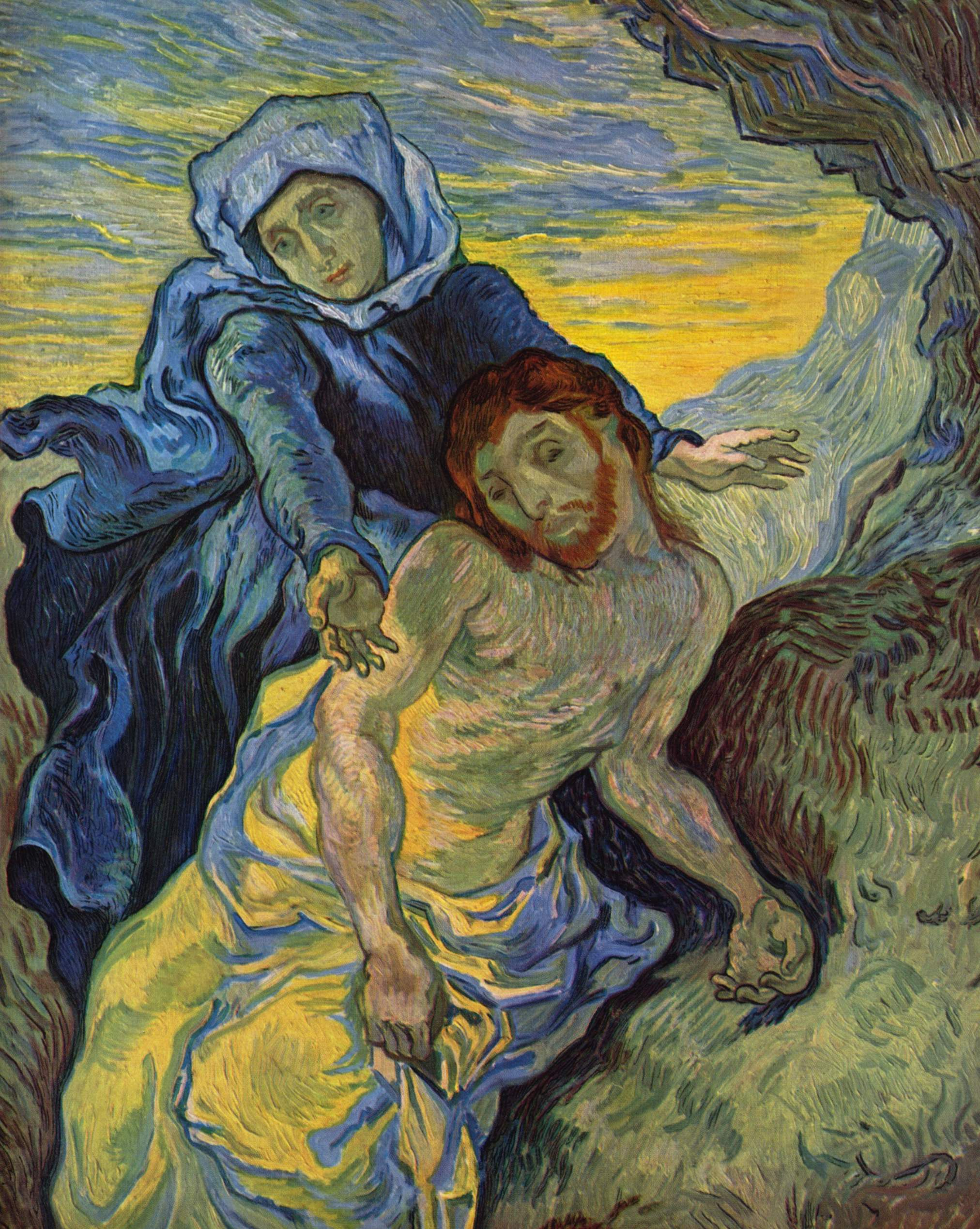
Vincent van Gogh, d'après Delacroix.

### Peinture italienne
- Giotto di Bondone
- Piero di Cosimo, 1495-1500, Pietà avec les saints Jean l’Évangéliste, Marie Madeleine et Martin de Tours, galerie nationale de l'Ombrie, Pérouse[10]
- Giovanni Bellini, vers 1505, Pietà, galeries de l'Académie de Venise
- Andrea del Sarto, 1519-1520, Lamentation du Christ, musée d'Histoire de l'art de Vienne[11]
- Titien, 1575-1576, Pietà, galeries de l'Académie, Venise
- Bronzino, vers 1530, Pietà, musée des Offices, Florence[12]
- Sebastiano del Piombo
- Giovanni Battista Zelotti, 1526-1578, Le Christ mort, basilique San Zanipolo, Venise[13]
- Paul Véronèse, 1576-1582, La Lamentation (Pietà), musée de l'Ermitage, Saint-Pétersbourg[14]
- Ludovico Cigoli, 1599-1600, Pietà avec les saints Jean l’Évangéliste et Madeleine, musée d'art sacré, Colle di Val d'Elsa[15]

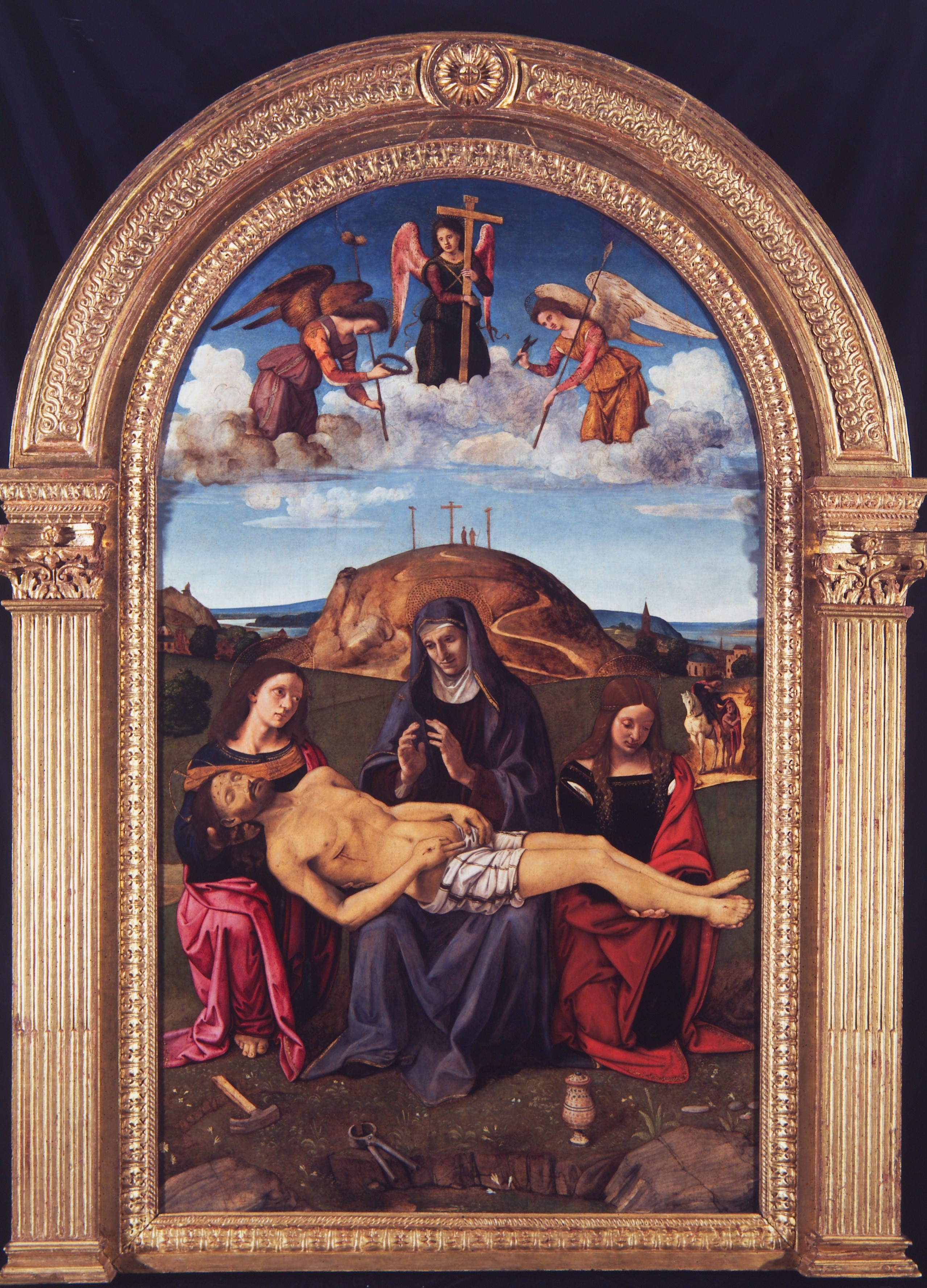
Piero di Cosimo, Pietà avec les saints Jean l'Évangéliste, Marie Madeleine et Martin de Tours, galerie nationale de l'Ombrie, Pérouse.
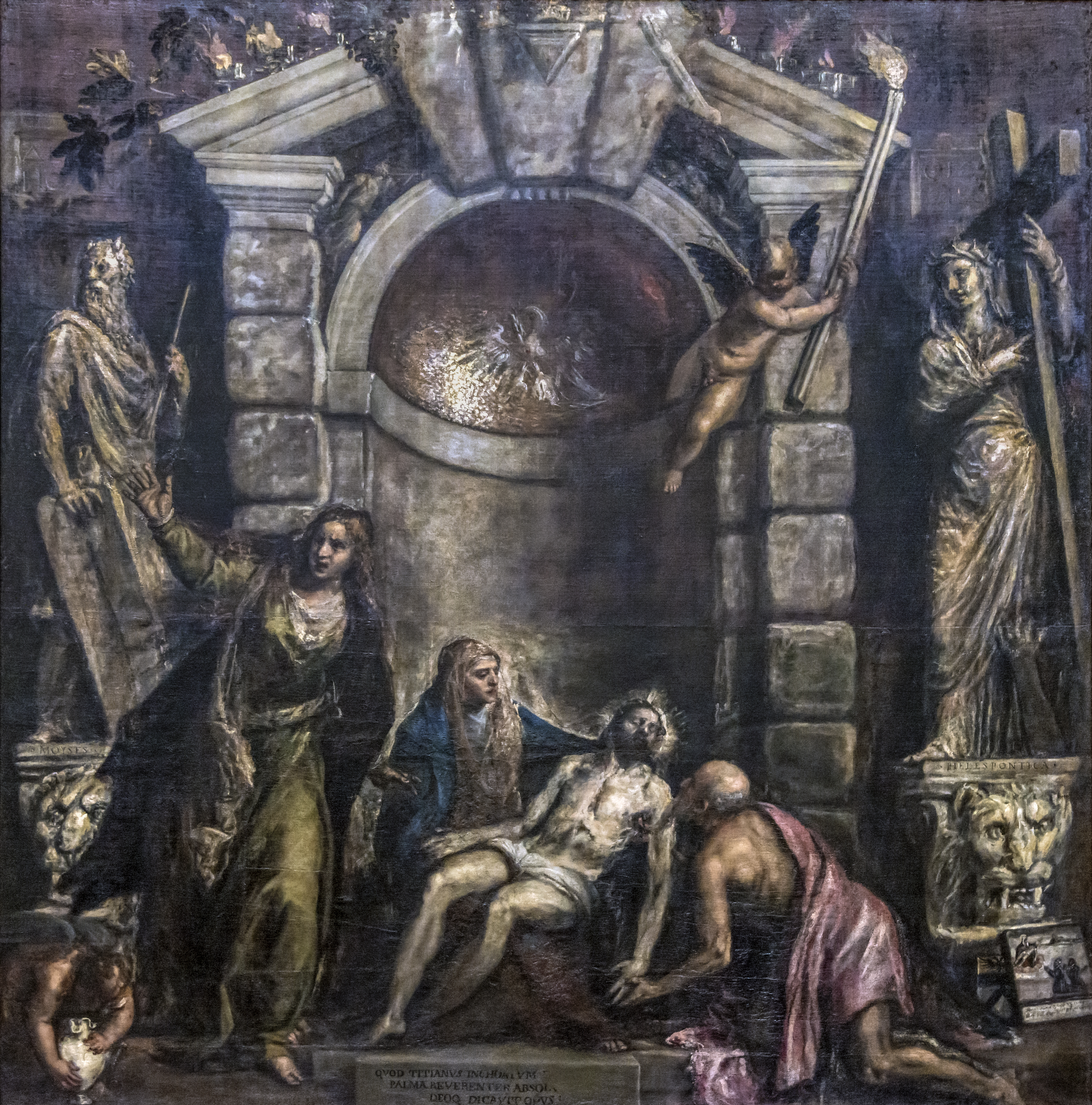
Titien, Pietà, Gallerie dell'Accademia, Venise.
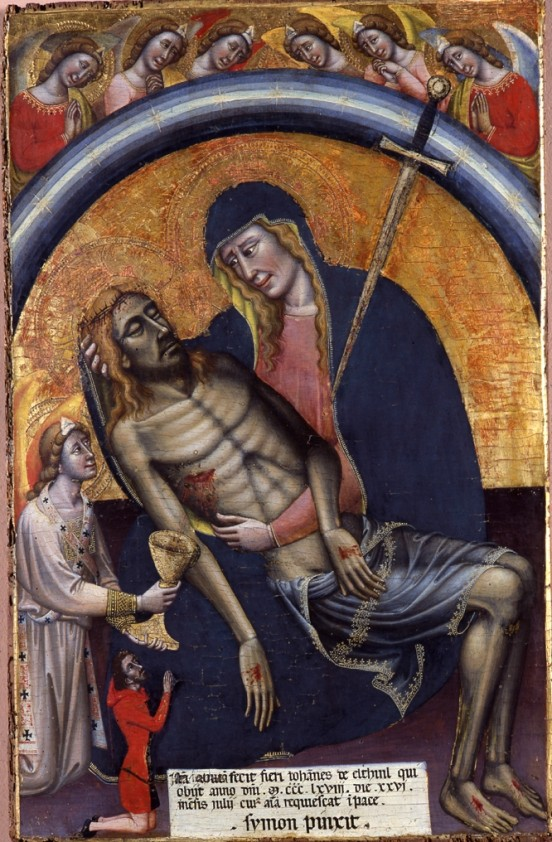
Simone de Filippo, Pietà et le donateur Giovanni de Elthini, 1368, peinture sur bois, musée Davi Bergellini, Bologne.
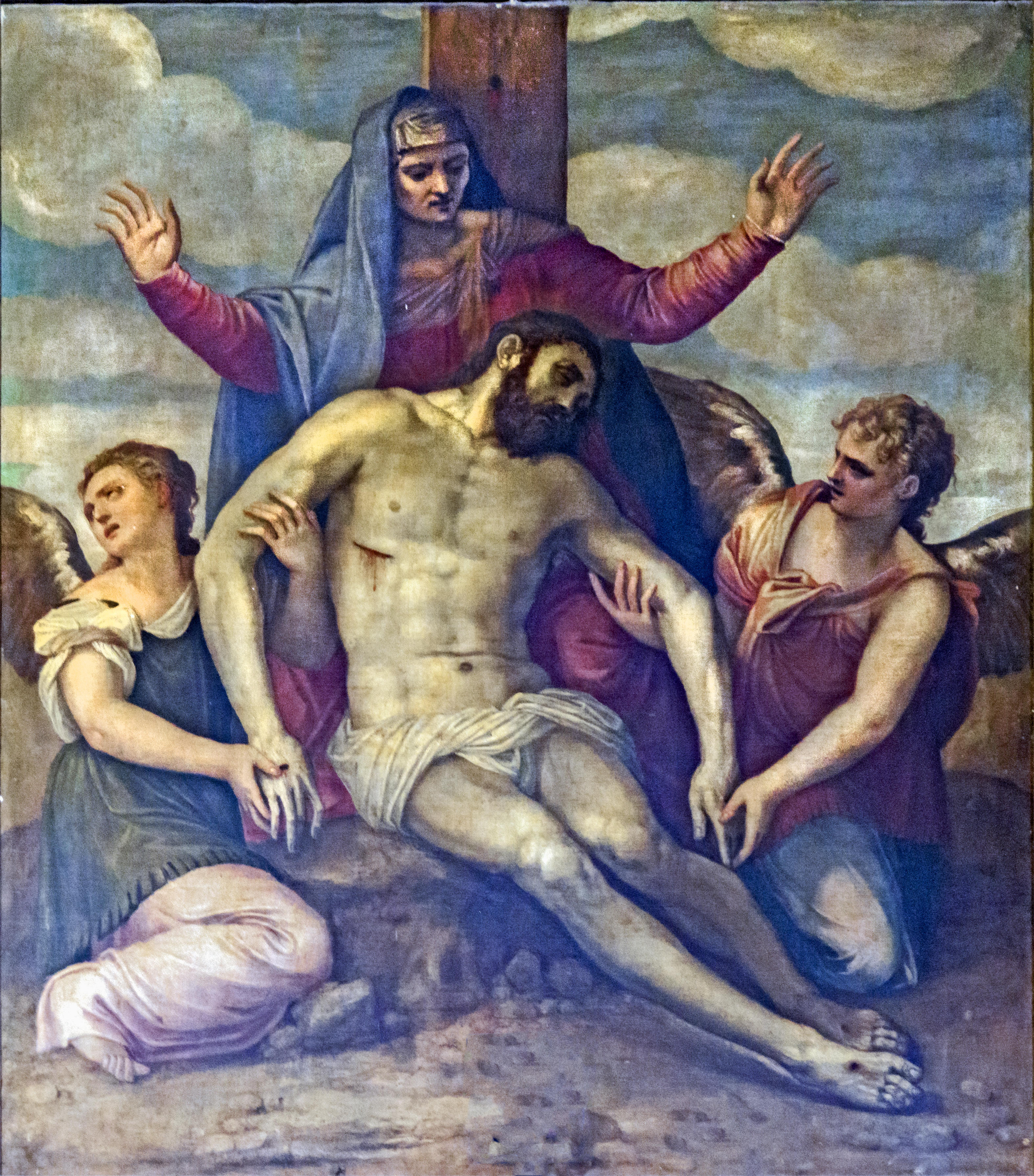
Gian Battista Zelotti, Le Christ mort, Venise, basilique San Zanipolo.

### Peinture française
- Enguerrand Quarton, avant 1457, Pietà de Villeneuve les Avignon, Paris, musée du Louvre[16]
- Eugène Delacroix
- William Bouguereau, 1876, Pietà, collection particulière
- Bernard Buffet, 1961, La Chapelle de Château l’Arc - Pietà, collection Bernard Buffet aux musées du Vatican[17]

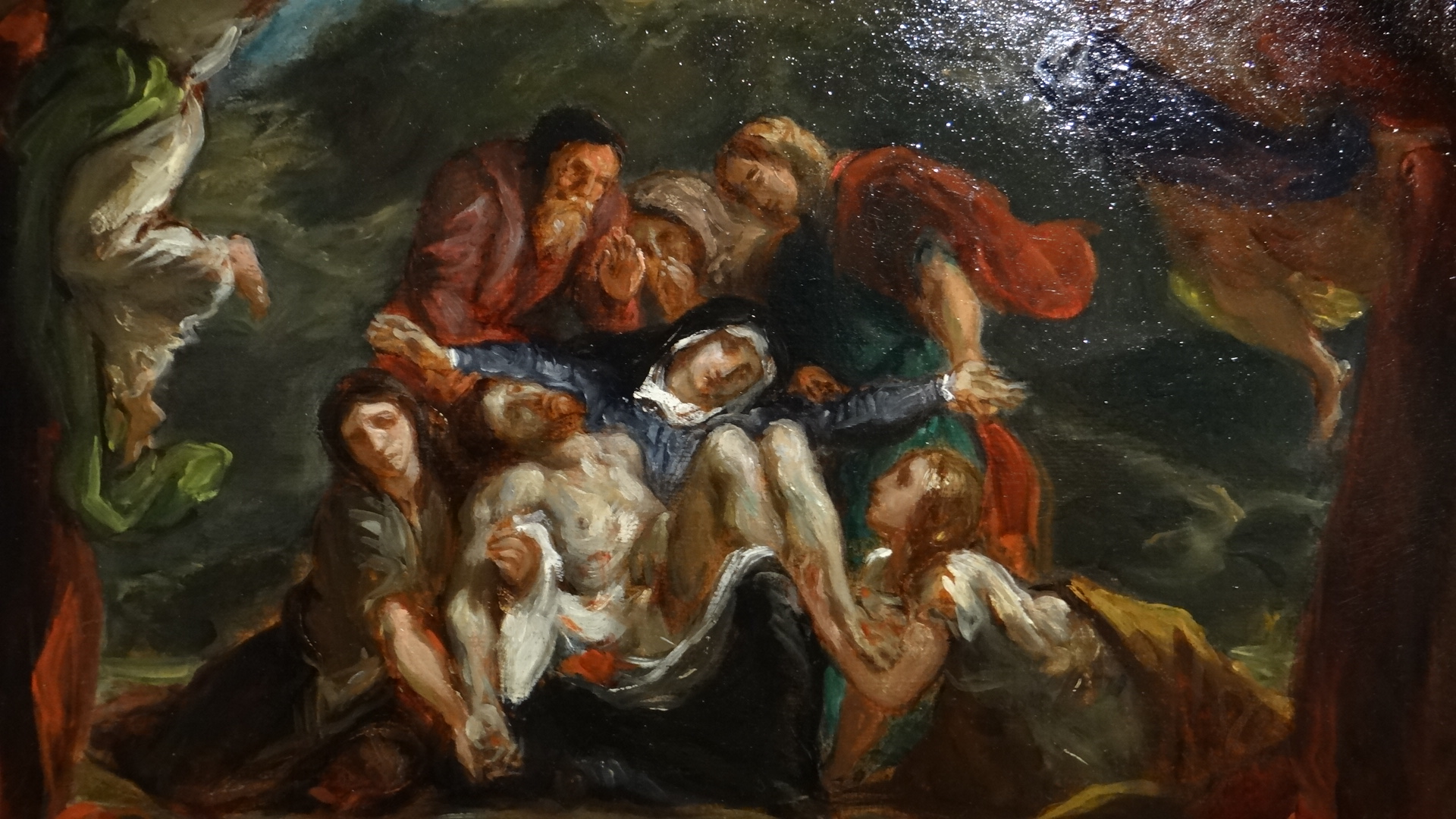
Eugène Delacroix, vers 1842-1843, musée national Eugène-Delacroix.

### Peinture espagnole
- Bartolomé Bermejo, 1490, Pietà du chanoine Luis Desplá, cathédrale Sainte-Croix de Barcelone[18]
- Le Greco

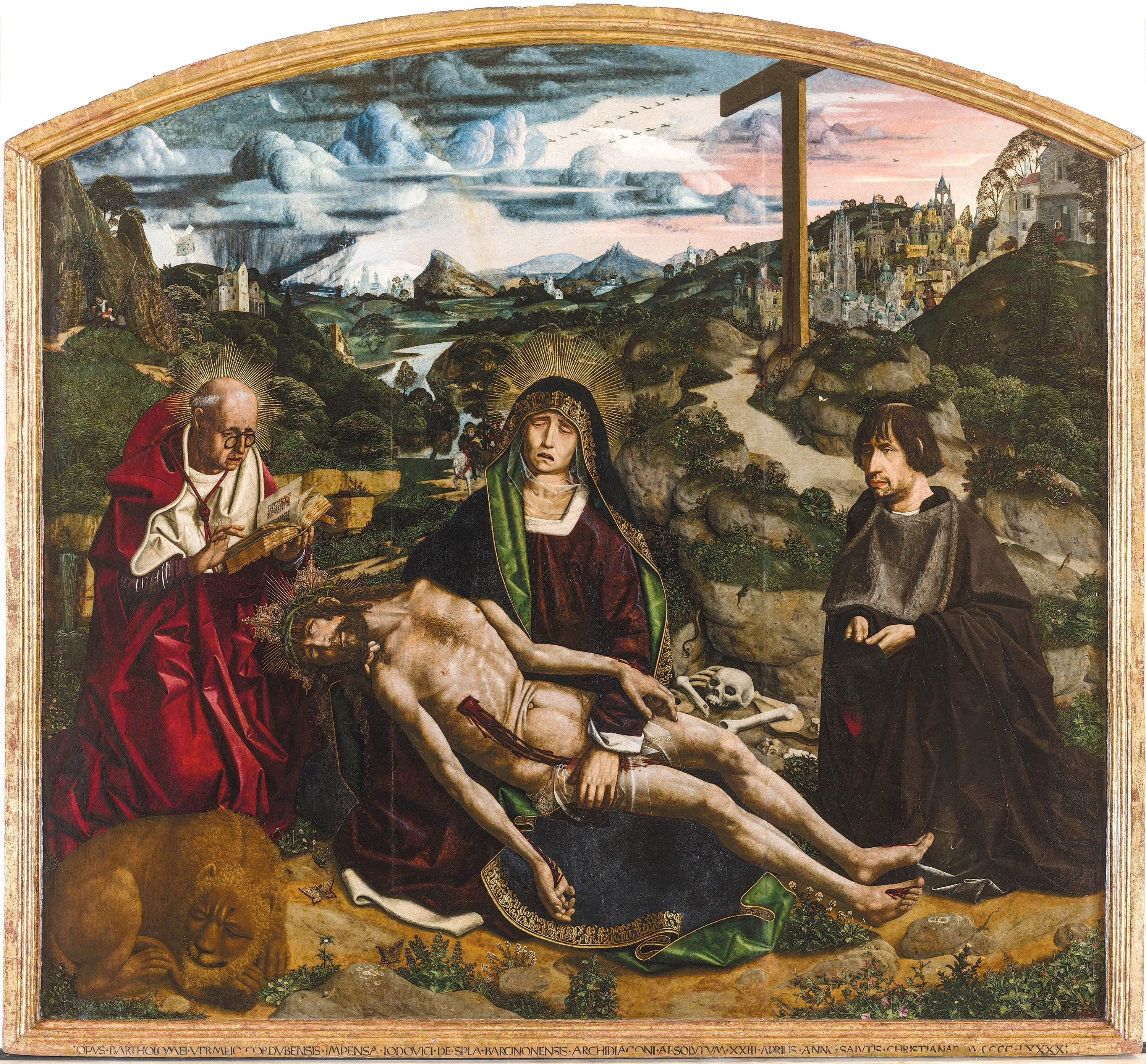
Bartolomé Bermejo, cathédrale Sainte-Croix de Barcelone.
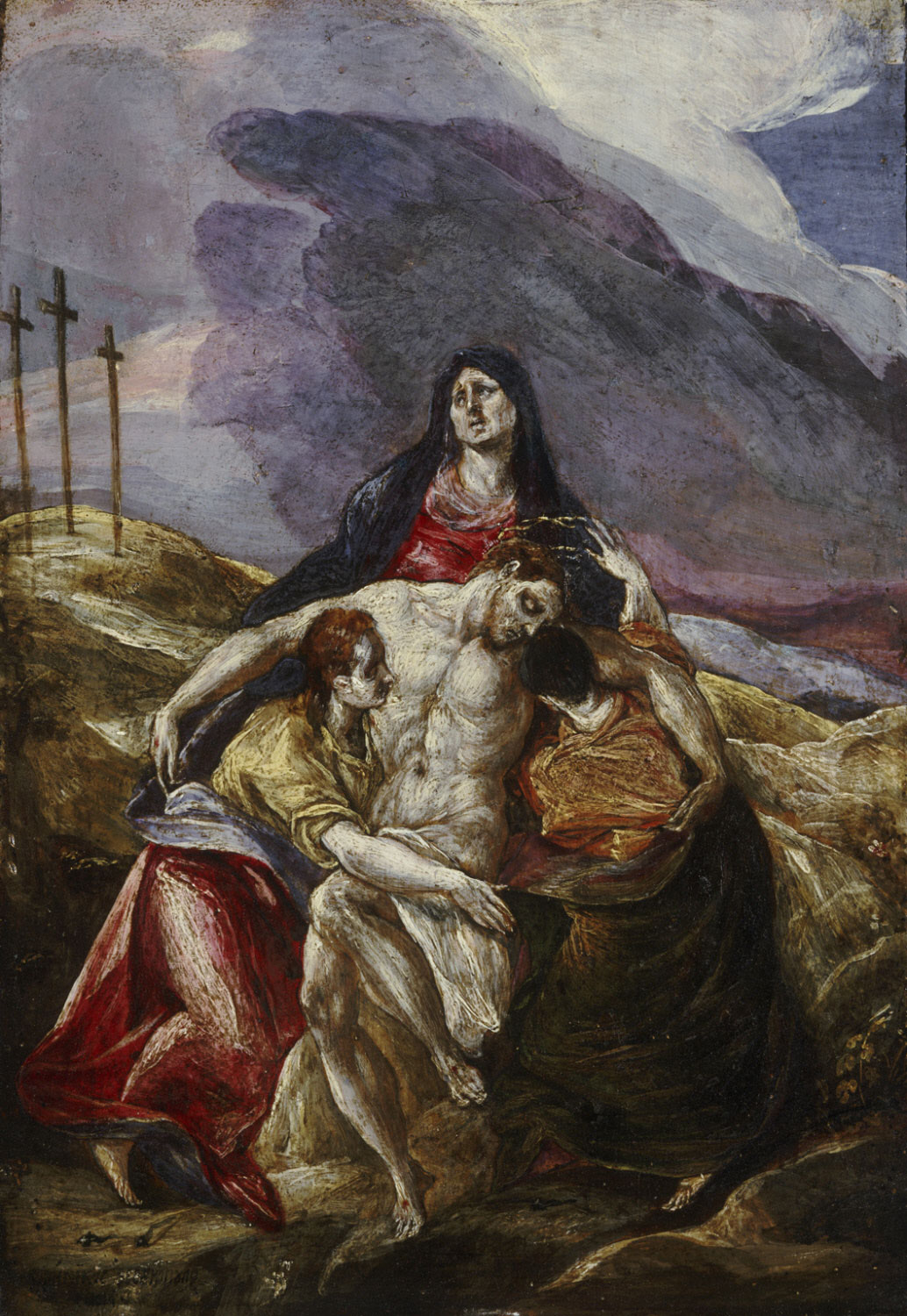
Le Greco.

### Peinture germanique
- Albin Egger-Lienz, 1926, Pietà, musée Leopold, Vienne

## Photographie
Le photographe polonais Gregor Podgorski a réinterprété le thème de la Pietà en 1998 à travers une série de 500 clichés. Pour cette œuvre, il demanda à des couples de tous horizons de prendre la pose en s'inspirant de la Pietà, et plus précisément de la version de Michel Ange. Les mises en scène qui créent à chaque fois un univers différent transposent le sujet initial de la mort à l'émotion et parfois même à l'humour. Il intègre parfois, en plus de la référence à la Pietà des éléments reconnaissables d'autres grandes toiles comme La Mort de Marat, ou La Liberté guidant le peuple.